# Robert Hilburn
Robert Hilburn (25 de setembro de 1939) é um músico, crítico e autor norte-americano. Como crítico de música e editor do Los Angeles Times de 1970-2005, seus comentários, ensaios e perfis têm aparecido em centenas de publicações em todo o mundo. Hilburn reflete sobre os anos em um livro de memórias, "Corn Flakes with John Lennon (And Other Tales from a Rock 'n' Roll Life)", que foi publicado em 13 de outubro de 2009 pela Rodale. Ele é membro do comitê de nomeações do Rock and Roll Hall of Fame e vive em Los Angeles.
Hilburn está atualmente trabalhando em uma biografia de Johnny Cash. Nenhuma data foi anunciada para o seu lançamento.